# Cornelis Huysmans
Cornelis Huysmans, également connu sous les noms de Corneille Huysmans, Cornelius Huysmans et Huysmans de Malines (baptisé le 2 avril 1648 à Anvers et mort le 1er juin 1727 à Malines) est un peintre flamand, spécialiste des paysages. Il est un ancêtre de l'écrivain français Joris-Karl Huysmans.

## Biographie

### Formation
Cornelis Huysmans, est né de Hendrik Huysmans et de Catharina van der Meyden (parfois aussi appelée « Catharina van der Heyden »). À la suite de la mort prématurée de ses parents, il va étudier à Anvers dans l'atelier du peintre Gaspar de Witte. En 1674, à Maastricht, il va étudier auprès d'Adam François van der Meulen. Pour la poursuite de ses études, il s'installera entre 1675 et 1682 à Bruxelles. Il pu profiter de la présence de Jacques d'Arthois dans cette ville. Il fut à la fois élève et assistant du maître. Durant cette période, il esquisse des paysages de Bruxelles, de la Meuse, de Dinant et de Namur pour d'Arthois.

### Carrière
Au début de sa carrière seule, il travaille à Malines. Il y épousera  Maria Anna Scheppers le 26 janvier 1682. De cette union va naître deux garçon. Un de ses fils, Pieter Balthasar Huysmans (1684-1706), sera élève de son père. À Malines, il entretint quelque rapport d'affaires avec Adam François Van der Meulen, pour lequel il peignit les arrière-plans de certains tableaux. Entre 1686 et 1688, il fit un séjour dans la capitale londonienne.

En 1688, il joint la guilde des peintres de Malines pour 24 florins. En 1690, il crée le retable «Le chemin d'Emmaüs» pour l’Église Notre-Dame-au-delà-de-la-Dyle de Malines. Entre 1706 et 1707, il quitte Malines pour Anvers. Il devient ainsi le maître de la Guilde locale de Saint-Luc (aussi appelée corporation, confrérie ou compagnie de Saint-Luc). Dans cette guilde d'Anvers comporte un très grand nombre de métiers artistiques. Dix ans plus tard, en 1716, il retourne travailler à Malines. Il fera ainsi jusqu’à son décès en 1727.

## Œuvres

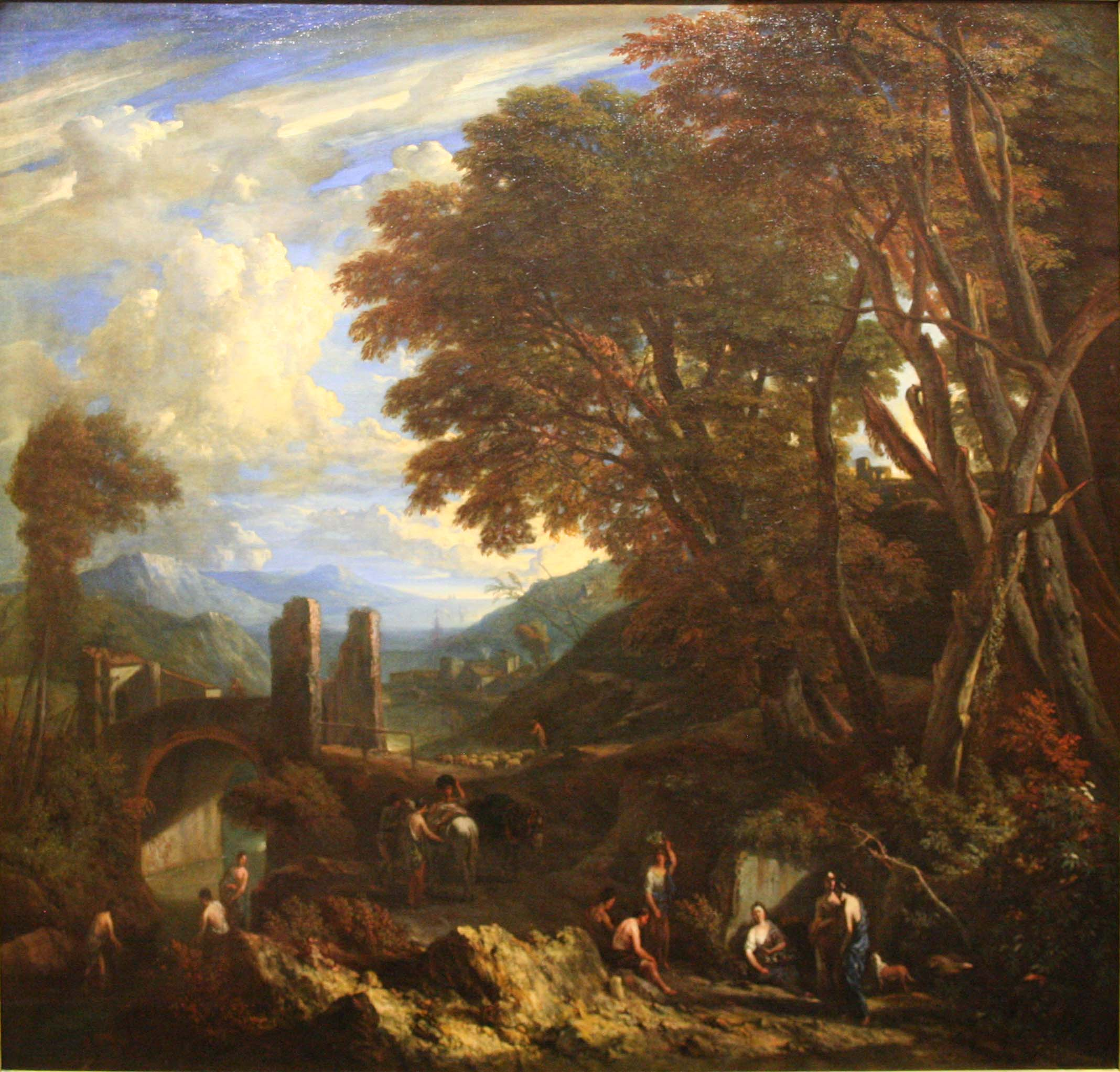
Paysage au pont (n. d., musée Fabre).

La composition des peintures de Cornelis Huysmans est presque toujours la même : des rochers et de grands arbres encadrant une trouée lumineuse vers l'horizon. Le critique d'art Émile Michel note : « En opposant les cassures éclatantes de ces roches calcaires, aux verts jaunâtres des végétations et au bleu savoureux des lointains, Huysmans a tiré un parti harmonieux de ces contrastes ; mais leur trop fréquente répétition donne à ses tableaux, dispersés dans les divers musées d'Europe, une apparence fâcheuse d'uniformité ». Dans ses oeuvres, Cornelis renouvelle la conception flamande du paysage épique, une notion instaurée par Pierre Paul Rubens.
Ses œuvres sont aujourd'hui exposées au Louvre à Paris, au musée Fabre à Montpellier, à Bruxelles, à Dresde, à Berlin, à Vienne, Québec et à Schwerin notamment.
- Paysage d'Italie (non daté), huile sur toile, 39,6 × 30,5 cm, Musée de la civilisation, collection du Séminaire de Québec, Québec
- Paysage d'Italie (non daté), huile sur toile, 43,1 × 53,3 cm, Musée de la civilisation, collection du Séminaire de Québec, Québec
- Paysage des bords du Rhin (non daté), huile sur toile, 21,4 × 19,3 cm, Musée de la civilisation, collection du Séminaire de Québec, Québec[7]
- The Hollow Road (c. 1705), huile sur toile, 25.4 × 31.8 cm, Art Institute of Chicago, Chicago [8]

- Italienische Landschaft mit Badenden (non daté), huile sur toile, 74,4 x 84,0 cm, Städel Museum, Francfort-sur-le-Main[9]
- Italienische Waldlandschaft mit Viehtränke (non daté), huile sur toile, 74,4 x 84,0 cm, Städel Museum, Francfort-sur-le-Main [10]
- Paysage animé avec animaux conduits à l'abreuvoir (non daté), huile sur bois, 43,8 x 61,6 cm, Musée d'arts de Nantes, Nantes
- Paysage avec vaches s'abreuvant à un ruisseau (vers 1700), huile sur bois, 30,7 x 32,5 cm, Musée d'arts de Nantes, Nantes
- Paysage avec laveuses (vers 1700), huile sur bois, 30,5 x 32,6 cm, Musée d'arts de Nantes, Nantes [11]
- An extensive wooded Landscape with Herdsmen by a Stream, (non daté), huile sur toile, 96.5 x 122 cm, collection privée [12]
- Forest Landscape with the Flight into Egypt (non daté), huile sur toile, 111 × 88 cm, Liechtenstein Museum, Vienne [13]
- Paysage (non daté), huile sur toile, 133 x 168 cm, Musées Royaux des Beaux-Arts de Belgique, Bruxelles
- Paysage (non daté), huile sur toile, 41,5 x 50,5 cm, Musées Royaux des Beaux-Arts de Belgique, Bruxelles[14]
- A rocky river landscape with figures in a boat (non daté), huile sur toile, 49.2 x 61 cm, collection privée [15]
- Paysage avec un moulin et des personnages (vers 1710), huile sur toile, 66,04  x 81,28 cm, collection privée[16]
- A wooded river landscape with a shepherd resting near his flock (non daté), huile sur toile, collection privée [17]